# Défilés du 1er juillet à Hong Kong

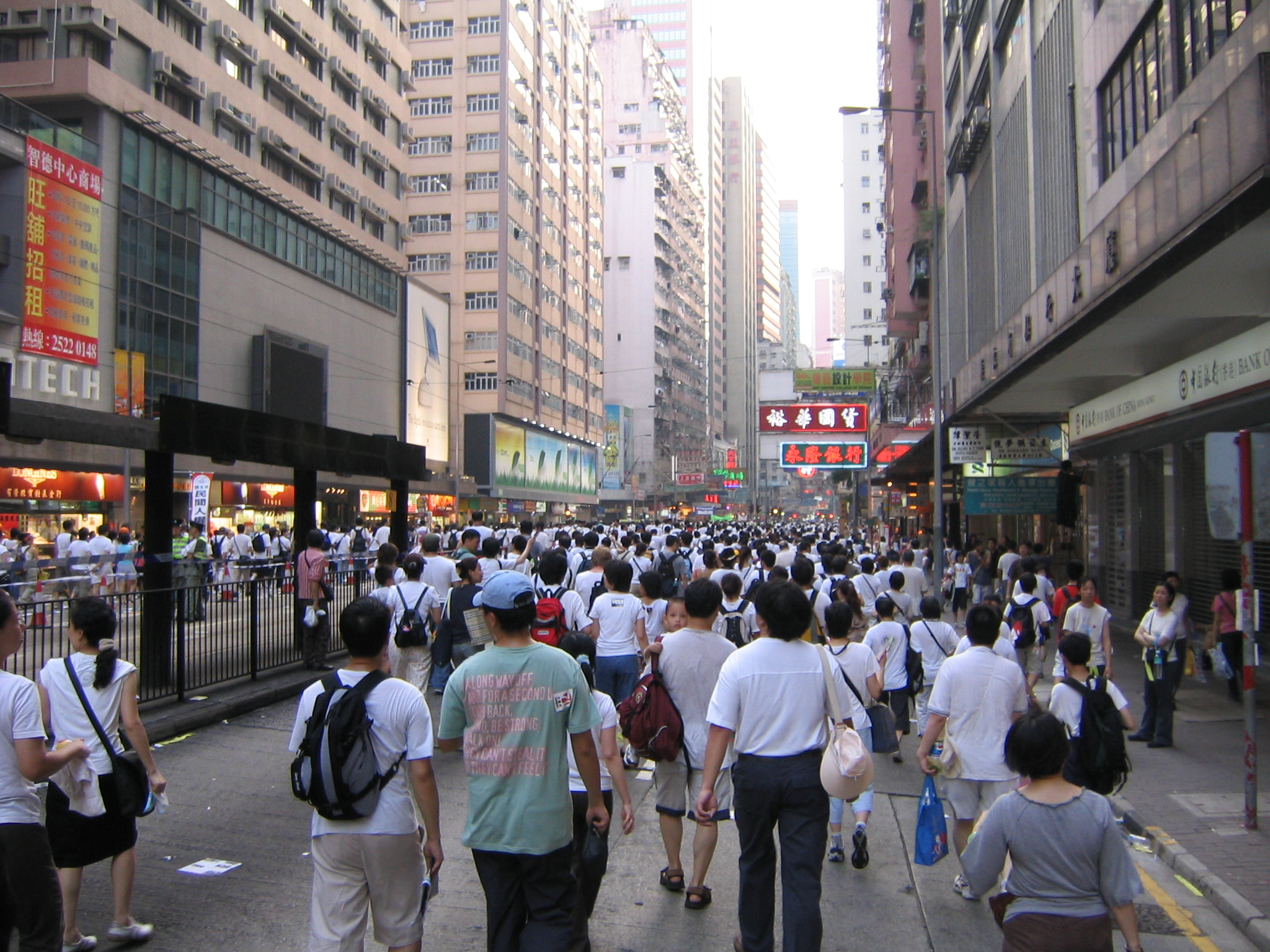
Défilé du 1er juillet 2007 à Hong Kong.

Les défilés du 1er juillet à Hong Kong (chinois traditionnel : 七一遊行 ; cantonais Jyutping : cat1 jat1 jau4 hang4, anglais : Hong Kong 1 July marches) sont des manifestations organisées tous les ans par le Front civil des droits de l'homme (chinois traditionnel : 民間人權陣線 ; cantonais Jyutping : man4 gaan1 jan4 kyun4 zan6 sin3, Civil Human Rights Front ou CHRF en anglais) depuis la rétrocession de Hong Kong le 1er juillet 1997. Typiquement, ces manifestations ont lieu dans les secteurs du côte nord de l'île de Hong Kong. Pour les années récentes, les manifestations débutèrent au parc Victoria à Baie-Causeway jusqu'au complexe gouvernemental à Admiralty. Ces manifestations sont organisées notamment en faveur de la démocratie, du suffrage universel, des droits des minorités et de la protection de la liberté d'expression.

## Historique

### 2013
La manifestation de 2013 a rassemblé entre 430 000 personnes pour les organisateurs, et 66 000 pour la police.

### 2014
En 2014 le défilé rassemble 510 000 personnes d'après les organisateurs, 96 800 d'après la police et entre 154 000 et 172 000 d'après une équipe de statisticiens de l'Université de Hong Kong. Il marque le début du mouvement Occupy Central with love and peace. Après la manifestation, la police a arrêté 511 personnes qui occupaient le quartier des affaires.

### 2015

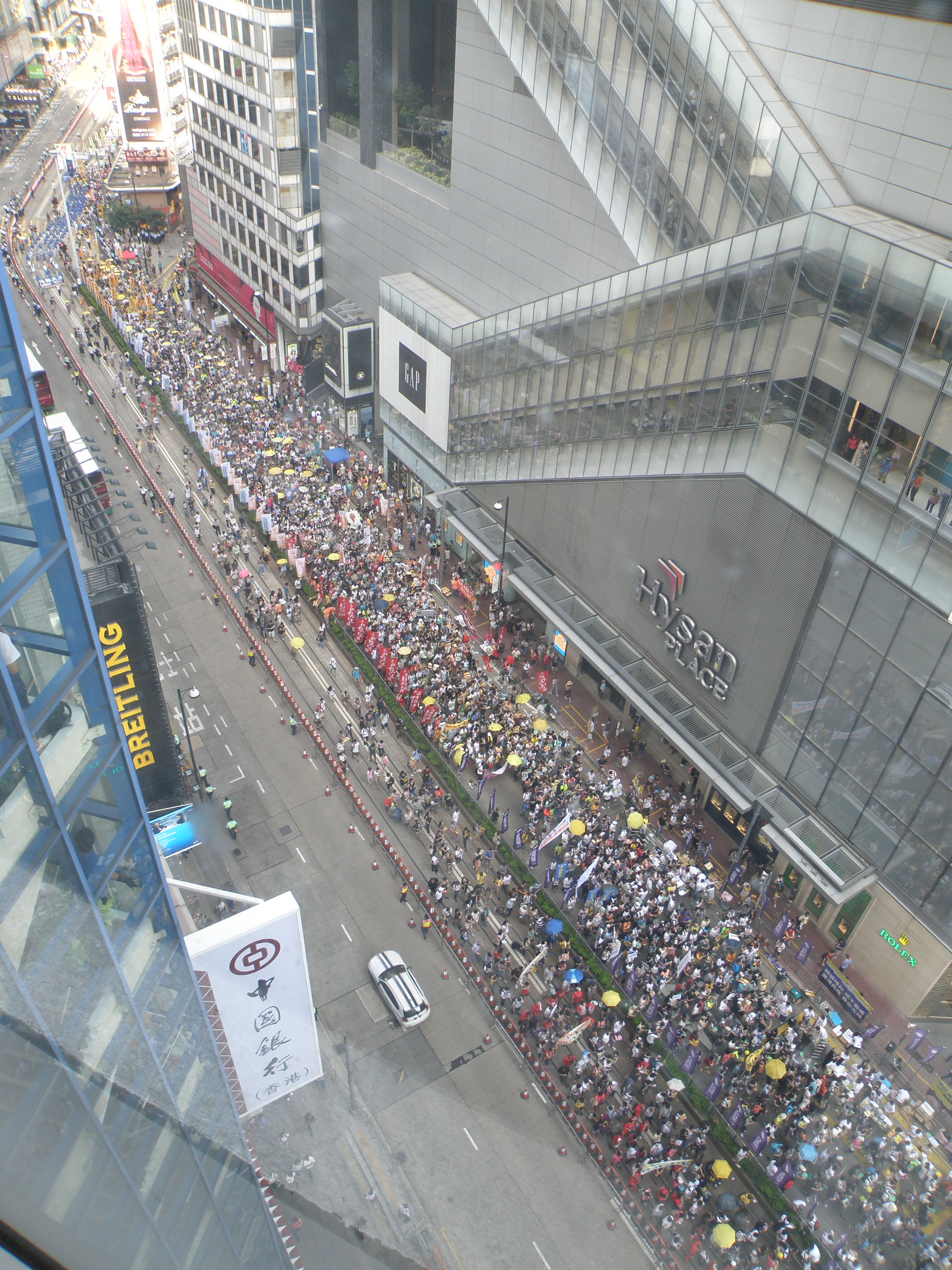
Défilé du 1er juillet 2015.

## Résumé
| Année | Revendication(s)                                                                        | Nombre de participants | Nombre de participants               | Nombre de participants            | Notes |
| Année | Revendication(s)                                                                        | Estimé par le CHRF     | Estimé par l'Université de Hong Kong | Estimé par la Police de Hong Kong | Notes |
| ----- | --------------------------------------------------------------------------------------- | ---------------------- | ------------------------------------ | --------------------------------- | --- |
| 1997  | Mettre une fin au système à parti unique                                                | 3 000                  |                                      | 4 000                             | |
| 1998  |                                                                                         | 40                     |                                      |                                   | |
| 1999  |                                                                                         | 500                    |                                      |                                   | |
| 2000  | Départ de Chee-Hua Tung                                                                 | 3 700                  |                                      |                                   | |
| 2001  | Le suffrage universel                                                                   | 700                    |                                      |                                   | |
| 2002  |                                                                                         | 350                    |                                      |                                   | |
| 2003  | Contre l'article 23 de la loi fondamentale                                              | >500 000               |                                      | 350 000                           | |
| 2004  | Le suffrage universel en 2007 et 2008                                                   | 530 000                | 180 000 à 207 000                    | 200 000                           | |
| 2005  | Le suffrage universel                                                                   | 21 000                 | 20 000 à 24 000                      | 11 000                            | |
| 2006  |                                                                                         | 58 000                 | 33 000 à 39 000                      | 28 000                            | |
| 2007  | Le suffrage universel                                                                   | 68 000                 | 30 000 à 34 000                      | 20 000                            | |
| 2008  |                                                                                         | 47 000                 | 16 000 à 19 000                      | 15 500                            | |
| 2009  |                                                                                         | 76 000                 | 32 000 à 37 000                      | 26 000                            | |
| 2010  |                                                                                         | 52 000                 | 22 000 à 26 000                      | 20 000                            | |
| 2011  | Le suffrage universel dès 2012, départ de Donald Tsang                                  | 218 000,               | 59 000 à 67 000                      | 54 000                            | |
| 2012  | Défendre la liberté et la démocratie, départ du menteur Chun-Ying Leung                 | >400 000               | 90 000 à 100 000,                    | 63 000                            | |
| 2013  | Le suffrage universel dès maintenant                                                    | 430 000                | 92 000 à 103 000                     | 66 000                            | |
| 2014  | Défendre l'autonomie de Hong Kong                                                       | 510 000                | 150 000 à 166 000                    | 98 600                            | |
| 2015  | Construire un Hong-Kong démocratique, reprendre le futur de Hong Kong                   | 48 000                 | 25 000 à 31 000                      | 19 650                            | |
| 2016  |                                                                                         | 110 000                | 26 000 à 34 000                      | 19 300                            | |
| 2017  | « Un pays, deux systèmes » est un mensonge pour une vingtaine d'années                  | > 60 000               | 27 000 à 35 000                      | 14 500                            | Point de départ était changé au parc Victoria |
| 2018  |                                                                                         | 50 000                 | 26 000 à 33 000                      | 9 800                             | |
| 2019  | Non à l'amendement de la loi d'extradition vers la Chine, départ immédiat de Carrie Lam | 550 000                | 231 000 à 287 000                    | 190 000                           | En utilisant le big data, une équipe de Ming Pao, Cable News, l'Université de Hong Kong et l'Université du Texas estima que le taux de la participation était près de 265 000. Reuters estima qu'il y avait 227 000 participants. Il s'agit du défilé annuel le plus peuplé car il fut une partie d'une série des manifestations contre la loi d'extradition en 2019. La fin de ce défilé était changée à Central, près du chemin Chater, à cause du conflit violent au conseil législatif |